# Imperator (Schiff, 1897)
Die Imperator war ein deutsches Passagierdampfschiff. Nach dem Ersten Weltkrieg fuhr sie als Welcome unter französischer Flagge.

## Geschichte
Die auf den Stettiner Oderwerken mit der Werftnummern 464 gebaute Imperator wurde im März 1897 von der Stettiner Dampfschiffs-Gesellschaft J. F. Braeunlich in Dienst gestellt. Sie wurde bis 1908 im Liniendienst zwischen Saßnitz und Trelleborg, danach zwischen Stettin und den Seebädern Rügens eingesetzt. Die Kaiserliche Marine erfasste das Dampfschiff am 8. August 1914 und brachte es als Hilfs-Lazarettschiff „D“ mit 156 Krankenbetten und 26 Mann Sanitätspersonal in Fahrt.
Nach dem Ersten Weltkrieg erhielt die Reederei ihr Schiff zunächst zurück, musste es aber am 14. März 1919 an Frankreich abliefern. Das Schiff wurde Eigentum der französischen Regierung und zunächst durch die E. Genoud aus Brest bereedert. 1924 wurde die Reederei Genoud & Cie. aus Cherbourg Eigner des in Welcome umbenannten Schiffes. 1924 wechselte sie in den Besitz der Cherbourg Maritime S. A.
Die Welcome wurde 1935 auf einer Abwrackwerft in Grays abgebrochen.

## Technik
Zwei Dreifachexpansionsdampfmaschinen mit zusammen 1.800 PS Leistung trieben zwei Propeller an. Das Schiff erreichte damit eine Geschwindigkeit von 15 kn. Es konnten ungefähr 600 Passagiere aufgenommen werden.